# Rajd Grecji 1977
Rajd Akropolu 1977 - Rajd Grecji (24. Acropolis Rally) – 24 Rajd Grecji rozgrywany w Grecji w dniach 28 maja-3 czerwca. Była to szósta runda Rajdowych mistrzostw świata w roku 1977. Rajd został rozegrany na nawierzchni szutrowej. Baza imprezy była zlokalizowana w mieście Ateny.

## Wyniki końcowe rajdu[1]
| Msc. | Kierowca           | Pilot              | Samochód           | Czas     | Strata   | Grupa | Pkt zespół | Pkt kierowca |
| ---- | ------------------ | ------------------ | ------------------ | -------- | -------- | ----- | ---------- | ------------ |
| 1    | Björn Waldegård    | Hans Thorszelius   | Ford Escort RS1800 | 9:31.57  | 0.0      | 4     | 10+8       | 9            |
| 2.   | Roger Clark        | Jim Porter         | Ford Escort RS1800 | 9:37.44  | +5.47    | 4     |            | 6            |
| 3.   | Harry Källström    | Claes Billstam     | Datsun 160J        | 9:47.19  | +15.22   | 4     | 8+6        | 4            |
| 4.   | Simo Lampinen      | Sölve Andreasson   | Fiat 131 Abarth    | 9:54.42  | +22.45   | 4     | 7+5        | 3            |
| 5.   | Tasos Livieratos   | Manólis Makrinos   | Datsun 160J        | 10:10.27 | +38.30   | 4     |            | 2            |
| 6.   | Jean-Paul Luc      | Michel Prud'homme  | Citroën CX 2400    | 11:27.41 | +1:55.44 | 2     | 5+8        | 1            |
| 7.   | Alain Oger         | Jean-Pierre Dupuis | Renault 12 Gordini | 11:28.32 | +1:56.35 | 4     | 4+3        |              |
| 8.   | Kýpros Kyprianou   | Alkis Longinos     | Chrysler Avenger   | 11:48.57 | +2:17.00 | 2     | 3+7        |              |
| 9.   | Johnny Pesmazoglou | Haris Kaltsounis   | Opel Ascona        | 11:49.11 | +2:17.14 | 4     | 2+2        |              |
| 10.  | Roland de Libran   | Jean-Louis Vial    | Renault 17 TS      | 12:06.11 | +2:34.14 | 4     |            |              |

## Punktacja

### Klasyfikacja producentów
| Lp | Producent | Pkt. |
| -- | --------- | ---- |
| 1  | Ford      | 82   |
| 2  | Fiat      | 78   |
| 3  | Opel      | 43   |
| 4  | Lancia    | 32   |
| 4  | Toyota    | 32   |

- Uwaga: Tabela obejmuje tylko pięć pierwszych miejsc.

### Klasyfikacja  FIA Cup for Rally Drivers
| Lp | Producent           | Pkt. |
| -- | ------------------- | ---- |
| 1  | Björn Waldegård     | 24   |
| 2  | Ari Vatanen         | 15   |
| 3  | Sandro Munari       | 13   |
| 3  | Markku Alén         | 13   |
| 5  | Stig Blomqvist      | 9    |
| 5  | Fulvio Bacchelli    | 9    |
| 5  | Jean-Claude Andruet | 9    |
| 5  | Simo Lampinen       | 9    |

- Uwaga: Tabela obejmuje tylko pięć pierwszych miejsc.